# Harald Schweitzer
Harald Schweitzer (* 18. April 1948 in Wirges) ist ein deutscher Politiker (SPD) und war von 1987 bis 2011 Abgeordneter im Landtag von Rheinland-Pfalz. Sein Vater war der frühere rheinland-pfälzische SPD-Vorsitzende Hans Schweitzer.

## Ausbildung, Beruf und Familie
Schweitzer absolvierte 1969 sein Abitur am Staatlichen Gymnasium Montabaur. Ab 1969 studierte er an der Erziehungswissenschaftlichen Hochschule Rheinland-Pfalz (EWH) in Koblenz, wo er 1972 sein Erstes Staatsexamen abgelegt hat. 1975 folgte das Zweite Staatsexamen. Anschließend war er als Lehrer tätig und wurde 1979 Konrektor, bis er 1987 Mitglied des Landtages wurde.
Schweitzer ist verheiratet und hat ein Kind.

## Politik
Schweitzer ist seit 1967 SPD-Mitglied. Von 1972 bis 1980 war er Vorsitzender des SPD-Ortsvereins Wirges und gleichzeitig Mitglied des SPD-Bezirksvorstands Rheinland/Hessen-Nassau.
Seit 1974 war Schweitzer Mitglied des Kreistags des Westerwaldkreises – und von 1980 bis 2004 auch Vorsitzender der SPD-Kreistagsfraktion. Von 1974 bis 1979 war er zudem Mitglied des Stadtrates Wirges. 1984 wurde er erneut in den Stadtrat gewählt. Seit 1990 war er Vorsitzender der SPD-Stadtratsfraktion.
1987 wurde Schweitzer als Abgeordneter in den Rheinland-Pfälzischen Landtag gewählt, und zog in den folgenden vier Wahlen erneut über die Landesliste ins Parlament ein. Von 1991 bis 1993 war er Vorsitzender des Ausschusses für Bildung und Kultur, von 1998 bis 2011 Vorsitzender des Innenausschusses. Vor der Landtagswahl 2011 verzichtete er auf eine erneute Kandidatur.

## Gesellschaftliche Funktionen/Sonstiges
- Mitglied der AWO[4]
- Mitglied der Industriegewerkschaft Chemie, Bergbau, Energie
- ab 1990 Mitglied der Planungsgemeinschaft Mittelrhein-Westerwald
- ab 1998 Vorsitzender des Fördervereins für psychische Kranke in der Diakonie Westerwald